# استئصال المحارات
استئصال المحارات أو استئصال القرينات (بالإنجليزية: Turbinectomy)‏ هو عمل الهدف منه استئصال عظيمات المحارة في الممرات الأنفية، ويتميز هذا العمل الجراحي على صورة مخروط مقلوب، وهي ثلاث عظمات دقيقة في داخل حفرة الأنف. والغاية من هذا الإجراء الجراحي هو إزالة التي قد تكون أحياناً ضرورة نتيجة لتضخمها أو عند احتقان الأنف بشكل دائم. فلا تعود اللحمية قادرة على القيام بوظيفتها الأساسية التي هي تسخين الهواء وتنظيفه وغربلته من التلوّث وترطيبه وتنقيته، مما يؤدي إلى ضيق في النفس وقلّة نوم أثناء الليل ونعاس في النهار. لذلك يقتضي إعادتها إلى حجمها الطبيعي.